# Closing Gambit: 1978 Korchnoi versus Karpov and the Kremlin
Closing Gambit: 1978 - Korchnoi versus Karpov and the Kremlin is een documentaire uit 2018 over de finale van het wereldkampioenschap schaken in 1978 tussen USSR-communistische partijlid Anatoly Karpov en Viktor Korchnoi, die was overgelopen uit de Sovjet-Unie.

## Onderwerp
Nadat Fischer in 1972 Spassky had verslagen in het wereldkampioenschap schaken, beraamden de Sovjets een plan om deze felbegeerde titel terug te winnen door Anatoly Karpov te steunen - een trouw lid van de Communistische Partij en de belichaming van de jonge Sovjet "Nieuwe Man". Hij moest het opnemen tegen aartsrivaal Viktor Korchnoi, die de Sovjet-Unie was ontvlucht. Korchnoi werd gebrandmerkt als een "crimineel" en een "verrader" omdat hij was overgelopen en politiek asiel had gezocht in Zwitserland. De film documenteert de tactieken van Karpov, de agressieve stijl van Korchnoi en de ver-reikende impact van het kampioenschap.